# Quisisana
Quisisana is een plaats (frazione) in de Italiaanse gemeente Castellammare di Stabia. Hier staat het voormalig koninklijk paleis van Quisisana.